# توماس رومني روبنسون
توماس رومني روبنسون (بالإنجليزية: Thomas Romney Robinson)‏ (و. 1792 – 1882 م) هو فيزيائي، وعالم فلك من المملكة المتحدة . ولد في دبلن . وكان عضواً في الجمعية الملكية .
توفي عن عمر يناهز 90 عاماً.

## التعليم
تعلم في كلية الثالوث في دبلن

## جوائز
حصل على جوائز منها:
- زميل في الجمعية الملكية
- قلادة ملكية
- وسام الاستحقاق للفنون والعلوم
- وسام الاستحقاق (بروسيا).